# Ionemobius alliciens
Ionemobius alliciens är en insektsart som beskrevs av Otte, D. 1987. Ionemobius alliciens ingår i släktet Ionemobius och familjen syrsor. Inga underarter finns listade i Catalogue of Life.